# We've Come for You All
We've Come for You All és el novè àlbum d'estudi del grup americà de thrash metal Anthrax. Va ser produït pel grup i per Scrap 60, i s'inclou els senxills de "What Doesn't Die," "Safe Home," i "Taking the Music Back." 

## Llista de cançons
- Totes les cançons escrites per Charlie Benante, John Bush, Scott Ian i Charlie Benante, excepte les indicades.

1. "Contact" – 1:15
2. "What Doesn't Die" – 4:10
3. "Superhero" – 4:03
4. "Refuse to Be Denied" – 3:20 /feat. Anthony Martini of E.Town Concrete/
5. "Safe Home" – 5:10
6. "Any Place But Here" – 5:49
7. "Nobody Knows Anything" – 2:57
8. "Strap It On" – 3:32 (feat. Dimebag Darrell on Lead)
9. "Black Dahlia" – 2:38
10. "Cadillac Rock Box" – 3:41 (feat. Dimebag Darrell solo and introduction)
11. "Taking the Music Back" – 3:11
12. "Crash" – 0:58
13. "Think About an End" – 5:09
14. "W.C.F.Y.A." – 4:12

The album has also been released in several different limited editions in both CD and vinyl format. On CD editions, the following bonus tracks are included.
1. "Safe Home (Acoustic)" – 5:55
2. "We're a Happy Family" (Ramones cover) – 5:07

## Personal
- John Bush – Cantant
- Rob Caggiano – Guitarra
- Scott Ian – Guitarra rítmica, veu de fons
- Frank Bello – Baix, veu de fons
- Charlie Benante – Bateria
- Darrell "Dimebag" Lance Abbott - Track 8 "Strap it on" Lead Guitar and Track 10 "Cadillac Rock Box" Intro and Guitar solo